# Molí de Dalt del Vidal
El Molí de Dalt del Vidal és una obra de Torrefeta, al municipi de Torrefeta i Florejacs (Segarra) inclosa a l'Inventari del Patrimoni Arquitectònic de Catalunya.

## Descripció
Era un edifici de quatre façanes i antigament quatre plantes. A la façana sud, hi havia dues obertures a la part superior de la façana. A la façana est, hi havia una entrada amb arc de mig punt adovellat. A la façana nord, hi havia les restes d'una altra entrada a la planta baixa, hi havia dues finestres a les plantes següents. A la façana oest, hi havia una gran obertura fruit del deteriorament de la façana, hi havia una finestra a la part superior de la façana. No conservaba la coberta. Estava rodejada de gran vegetació i arbres.